# Середня загальноосвітня школа № 213 (Київ)

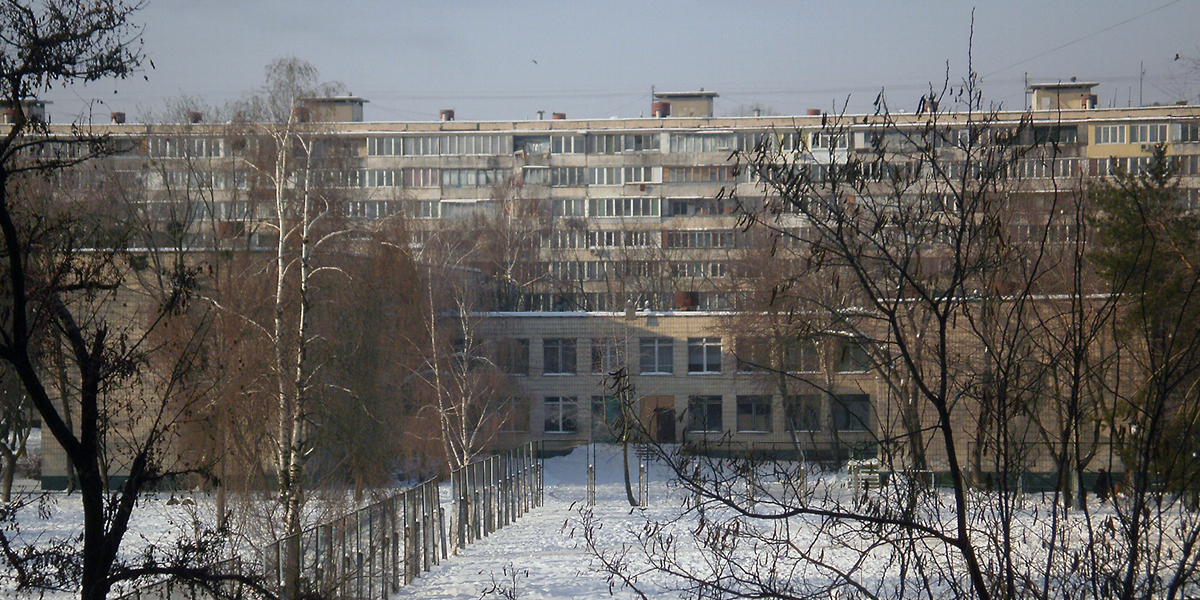
шкільна будівля

Середня загальноосвітня школа №213 м. Києва є комунальним закладом освіти, що здійснює навчання за загальнообов'язковою та спеціалізованою програмою. Школа розташована на Лісовому проспекті (№ 33-б) на Лісовому масиві.
Збудована в 1975 за типовим проектом 2С-02-8.

## Початкова школа
У початковій школі існують такі класи:
- Середній загальноосвітній клас за комплексною програмою розвитку дитини «Росток», яка спрямована на розвиток логічного мислення та пам'яті дитини.
- Середній загальноосвітній клас з вивченням російської та англійських мов.

## Старша школа
У старшій школі існує тільки середній загальноосвітній клас інформаційно-технологічного профілю з поглибленим вивченням інформатики та додатковим і безкоштовним вивченням окремих предметів профілю.

## Друга половина дня
У другу половину дня, за бажанням, діти мають можливість вивчати такі предмети:
- поглиблене вивчення англійської мови;
- вивчення другої іноземної мови — французької;
- вивчення курсу «Комп'ютерна азбука»;
- вивчення курсу «Основи дизайну»;
- гурток спортивного танцю;
- гурток ейдетики та логіки, заняття, які передбачають розвиток логічного, варіативного та абстрактного мислення дітей.
- спортивна секція „Карате" та спортивні гуртки;
- гурток східних єдиноборств.

## Вступ
Необхідні документи для вступу:
1. Заява батьків.
2. Копія свідоцтва про народження дитини.
3. Медична картка.

Адреса: Деснянський район міста Києва, проспект Лісовий, ЗЗ-б.

Телефон: 518-76-36.